# Bataille de Cabira
Troisième guerre de Mithridate
La bataille de Cabira a lieu pendant la troisième guerre de Mithridate en 72 av. J.-C. entre les forces de la République romaine et celles de Mithridate VI, roi du Pont.
Lucullus marche sur Cabira mais est tenu en échec par la cavalerie de Mithridate et prend alors une position défensive sur les hauteurs dominant la ville. Voulant couper les approvisionnements de Lucullus provenant de Cappadoce, un contingent pontique attaque un convoi de ravitaillement romain mais est pratiquement anéanti dans un étroit défilé où la cavalerie se révèle totalement inefficace. Mithridate décide d'évacuer les lieux mais la panique s'empare alors de son armée et son campement est mis à sac. Mithridate s'échappe in extremis et est contraint de trouver refuge auprès du roi Tigrane II d'Arménie.